# Domenico Rossetti

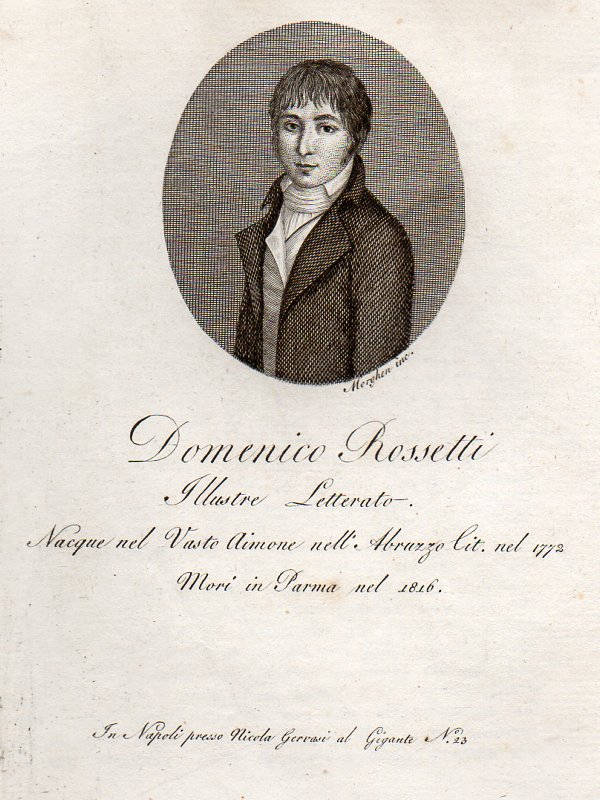
da Martuscelli 1818

Domenico Rossetti (Vasto, 10 ottobre 1772 – Parma, 7 luglio 1816) è stato un letterato italiano. Illuminista poliedrico, fu un poeta estemporaneo, avvocato, filosofo, tragediografo, archeologo e speleologo.

## Biografia
Domenico Rossetti nacque a Vasto il 10 ottobre 1772. Sua madre, Maria Francesca Pietrocòla, si era sposata nel 1764 con Nicola Rossetti, da cui ebbe quattro figli: oltre a Domenico, nacquero Andrea, Antonio e Gabriele.
Nel 1792, Domenico Rossetti si trasferì a Napoli per studiare giurisprudenza. Tuttavia, a causa della cattiva situazione politica, emigrò a Roma, dove studiò filosofia, greco ed ebraico. Nel 1798, con l'invasione francese dello Stato Pontificio e l'istituzione della Repubblica romana, riparò all'Elba: da qui seguì l'occupazione e la successiva liberazione del Granducato di Toscana, che celebrò con il canto La superbia dei Galli punita. Nel 1800 si spostò in Sardegna, sotto la protezione del viceré Carlo Felice: a Sassari compose e rappresentò la tragedia Morte di San Gavino. Nel 1803 si spostò in Provenza, a Nizza, dove scoprì la piramide di Falicon, che gli ispirò un poemetto in 165 ottave, intitolato La grotta di Monte-Calvo. In seguito, si trasferì a Torino, dove conobbe Tommaso Valperga di Caluso, e nel 1804 si stabilì a Parma, dove ottenne il titolo di avvocato ed esercitò la professione. Nel 1812 iniziò a dirigere Il giornale del Taro, che poi nel 1814 divenne La gazzetta di Parma, denominazione che ancor oggi mantiene. Nel 1815 ebbe un ictus che lo portò alla paralisi; morì il 7 luglio dell'anno seguente, all'età di 44 anni.

## Opere

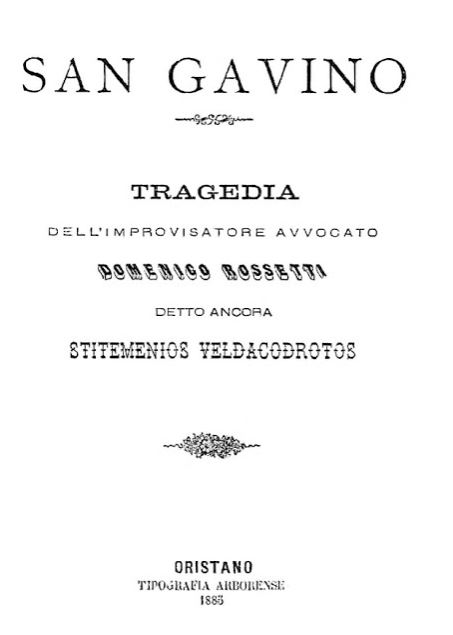
Frontespizio della commedia Morte di San Gavino in una ristampa del 1883

- La superbia dei Galli punita (1799)
- Domenico Rossetti, San Gavino : tragedia / dell'improvisatore avvocato Domenico Rossetti detto ancora Stitemenios Veldacodrotos, Oristano, Tipografia Arborense, 1885  [1800], SBN CAG0029799.
- La grotta di Monte-Calvo (1803)
- Poesie in due volumi, stampate a Parma
- Domenico Rossetti, In occasione d'essere l'augusto imperator de' francesi Napoleone 1. coronato re d'Italia. Cantata, Parma, Mussi Luigi, 1805, SBN IEIE006487.
- Domenico Rossetti, La notte odi tre dedicate al signor Francesco Vezzi in occasione della sua ricuperata salute, Internet Archive, Parma, Giuseppe Paganino, 1805, SBN PARE065378.
- Domenico Rossetti, Alla tomba di Hoffsteder, Parma, Mussi Luigi, 1805, SBN MUS0043782.
- Domenico Rossetti, Ode Saffica, Internet Archive, Parma, Giuseppe Paganino, 1812, SBN PARE065379.
- Domenico Rossetti, Ad Ernestina Menna per le sue nozze con Esculapio De Cinque, Lanciano, Casa editrice Rocco Carabba, 1887?, SBN AQ10070816.
- Giacomo Cordella (musica di) e Domenico Rossetti (libretto di), Annibale in Capua, Napoli, nella Stamperia Flautina, 1809, SBN MUS0282063.

## Note

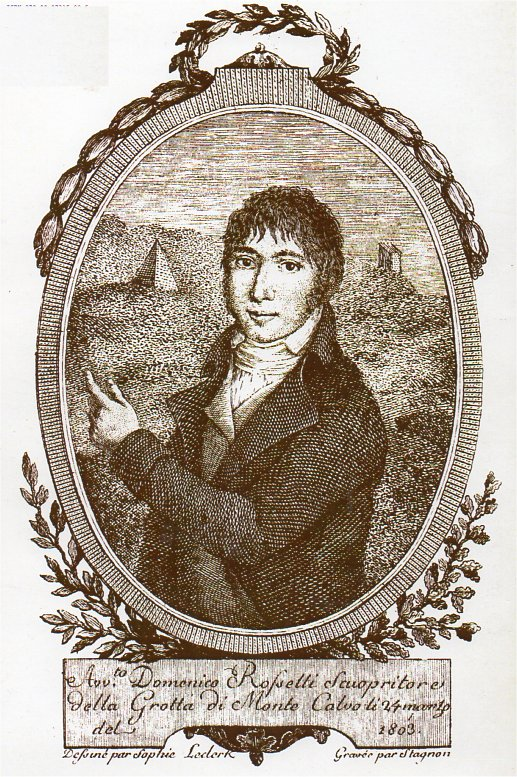
Domenico Rossetti indica la Piramide, Nizza - disegno di Sophie Lederk pubblicato in La grotta di Monte Calvo, 1803 - immagine tratta da Spadaccini 2014